# Cử tạ tại Đại hội Thể thao Đông Nam Á 2011
Cử tạ tại Đại hội Thể thao Đông Nam Á năm 2011 được tổ chức từ ngày 18 đến ngày 21 tháng 11 năm 2011 tại Nhà thi đấu Sàn bóng rổ (GOR Bulu Tangkis), thuộc Khu liên hợp Thể thao Jakabaring, thành phố Palembang, Indonesia.
Chương trình thi đấu bao gồm mười bốn nội dung thi đấu, chia theo các hạng cân đối với cả nam và nữ:
- Nam: 56 kg, 62 kg, 69 kg, 77 kg, 85 kg, 94 kg, 105 kg, trên 105 kg
- Nữ: 48 kg, 53 kg, 58 kg, 63 kg, 69 kg, trên 69 kg

## Bảng huy chương
| Hạng               | Đoàn               | Vàng | Bạc | Đồng | Tổng số |
| ------------------ | ------------------ | ---- | --- | ---- | ------- |
| 1                  | Thái Lan           | 9    | 2   | 1    | 12      |
| 2                  | Indonesia          | 4    | 8   | 2    | 14      |
| 3                  | Việt Nam           | 1    | 2   | 6    | 9       |
| 4                  | Philippines        | 0    | 1   | 2    | 3       |
| 4                  | Malaysia           | 0    | 1   | 2    | 3       |
| 6                  | Myanmar            | 0    | 0   | 1    | 1       |
| Tổng số (6 đơn vị) | Tổng số (6 đơn vị) | 14   | 14  | 14   | 42      |

## Tóm tắt kết quả

### Nam
| Hạng cân    | Vàng                                 | Bạc                                    | Đồng                                 |
| ----------- | ------------------------------------ | -------------------------------------- | ------------------------------------ |
| 56 kg       | Trần Lê Quốc Toàn · Việt Nam         | Jadi Setiadi · Indonesia               | Thạch Kim Tuấn · Việt Nam            |
| 62 kg       | Eko Yuli Irawan · Indonesia          | Muhammad Hasbi · Indonesia             | Nguyễn Ngọc Trung · Việt Nam         |
| 69 kg       | Triyatno · Indonesia                 | Deni · Indonesia                       | Kyaw Moe Win · Myanmar               |
| 77 kg       | Sandow Waldemar Nasution · Indonesia | Somphon Kaeokoet · Thái Lan            | Ekkachai Yeeram · Thái Lan           |
| 85 kg       | Pitaya Tibnoke · Thái Lan            | Samuel Shendy Latupeirissa · Indonesia | Hoàng Tấn Tài · Việt Nam             |
| 94 kg       | Suthiphon Watthanakasiram · Thái Lan | Trần Văn Hóa · Việt Nam                | Christopher A. Bureros · Philippines |
| 105 kg      | Khunchai Nuchpum · Thái Lan          | Bayu Saputra · Indonesia               | Elisha Louis Tan Kim Ho · Malaysia   |
| Over 105 kg | Surapong Watthanakasikam · Thái Lan  | Abdul Azim Najimi · Malaysia           | Richard Pep Agosto · Philippines     |

### Nữ
| Hạng cân   | Vàng                                        | Bạc                                 | Đồng                              |
| ---------- | ------------------------------------------- | ----------------------------------- | --------------------------------- |
| 48 kg      | Panida Khamsri · Thái Lan                   | Phạm Thùy Dung · Việt Nam           | Masitoh · Indonesia               |
| 53 kg      | Prapawadee Jaroenrattanatarakoon · Thái Lan | Citra Febrianti · Indonesia         | Nguyễn Thị Thúy · Việt Nam        |
| 58 kg      | Rattikan Gulnoi · Thái Lan                  | Hidilyn Diaz · Philippines          | Okta Dwi Paramita · Indonesia     |
| 63 kg      | Pimsiri Sirikaew · Thái Lan                 | Darat Srisuwan · Thái Lan           | Nguyễn Thị Phương Loan · Việt Nam |
| 69 kg      | Wiriya Suwannarata · Thái Lan               | Ni Luh Sinta Darmariani · Indonesia | Ngô Thị Xuyến · Việt Nam          |
| Over 69 kg | Novita Sherly Kurniati · Indonesia          | Riska Anjani Yasin · Indonesia      | Nur Jannah Batrisyah · Malaysia   |